# Lophodiplosis cornuata
Lophodiplosis cornuata är en tvåvingeart som beskrevs av Gagne 1997. Lophodiplosis cornuata ingår i släktet Lophodiplosis och familjen gallmyggor. Inga underarter finns listade i Catalogue of Life.